# Himmeluret
Himmeluret är en norsk svartvit stumfilm (drama) från 1925. Filmen regisserades av Amund Rydland och Leif Sinding. I de ledande rollerna ses David Knudsen, Gunvor Fjørtoft och Hjalmar Fries.

## Handling
I Rørland är redare Gutter Fladen byns starke man. Hans dotter Nina har just återvänt från Paris och tillbringar vårkvällarna tillsammans med ungdomskärleken Salve, skeppare på Gutters båt Haabet.

## Rollista
- David Knudsen – Gutter Fladen
- Gunvor Fjørtoft – Nina
- Hjalmar Fries – Salve, skeppare
- Amund Rydland – Broder Daniel
- Katie Rolfsen – Theodine (krediterad som Käthie Rolfsen)
- Lars Tvinde – Lars Timiansbakken
- Eugen Skjønberg – Andresen, handlare
- Josef Sjøgren – Kristensen, urmakare
- Ragnvald Wingar – Rasmussen, skomakare
- Johanne Voss – Gurine på trappa
- Aagot Nissen – Johanne
- Martin Gisti – Ola Ormestøl
- Ingse Gude Caprino – Conchita
- Ruth Brünings-Sandvik – Juanita, dansare på restaurang
- Kolbjørn Skjefstad – en bartender
- Stephan Aas
- Henry Gleditsch
- Frithjof Köhler
- Sverre Røed

## Om filmen
Filmen är Leif Sindings regidebut respektive Amund Rydlands andra och sista filmregi. Den bygger på Gabriel Scotts pjäs Himmeluret från 1905 som omarbetades till filmmanus av Sinding. Filmen producerades av bolaget Cinema AS med Hugo Hermansen som produktionsledare. Den fotades av Reidar Lund och premiärvisades den 25 oktober 1925 i Norge. Den distribuerades av Cinema AS.